# Výbuch v Dole Handlová
Výbuch v Dole Handlová byla exploze důlního plynu, ke které došlo 10. srpna 2009 okolo 9:30 v šachtě Východ hnědouhelného hlubinného dolu ve slovenském městě Handlová. Exploze usmrtila 20 lidí: 11 báňských záchranářů a 9 horníků společně hasících důlní požár, který zde vznikl okolo 7:00 téhož dne. Devět dalších pracovníků dolu, kteří se v šachtě nalézali, bylo zraněno. Jedná se o největší důlní neštěstí v novodobé historii Slovenska.

## Situace před explozí
Šachta Východ, součást Dolu Handlová, je lokalita s nejkvalitnějším hnědým uhlím na Slovensku. V roce 1990 byla státem z ekonomických důvodů uzavřena
. O 3 roky později bylo toto rozhodnutí přehodnoceno a po dlouhých přípravných pracích se opět začalo těžit v roce 2003. Plný provoz zde byl obnoven v roce 2006. 
Vysoká kvalita zdejšího uhlí však zapříčiňuje i vyšší produkci hořlavého a výbušného metanu. Šachta Východ byla považována za jednu z nejnebezpečnějších na Slovensku. Dne 17. června 2009 byla těžba ukončena. Horníci postupně zazdívali stěny v šachtě tak, aby zabránili přístupu vzduchu k nevytěženému uhlí, které by se mohlo začít rozkládat a později by mohlo způsobit požár či výbuch důlních plynů.

## Exploze
Drobné požáry podle slov kompetentních osob vznikaly v tomto dole již dříve. V šest hodin ráno sfárala nová směna. Okolo 7:00 vznikl v chodbě šachty Východ požár, který byl detekován přístroji. V průběhu půl hodiny byli na pomoc přivoláni báňští záchranáři Báňské záchranné služby z Prievidzy. Na místo okolo 8:30 dorazily dvě čety báňských záchranářů po pěti mužích a jejich velitel. Jejich úkolem bylo pomocí ochlazování dusíkem snížit teplotu v dole a dále také i koncentraci kyslíku, který napomáhal hoření a zvyšoval celkové nebezpečí v dole. Spolu s nimi se na úseku 330 metrů pod zemí a asi 500 metrů od výtahové šachty nalézalo dalších devět horníků, kteří pomáhali hasičům, a devět dalších se nacházelo v chodbě mimo místo požáru. Přibližně po hodině, v 9:30, bylo přerušeno telefonické spojení a službu vypověděly i snímače hladiny důlních plynů. Podle výpovědi horníků, kteří se také nalézali v chodbě, nejprve zaslechli detonaci a poté je tlaková vlna srazila k zemi, a to i navzdory tomu, že mezi nimi a místem výbuchu se nacházela překážka. Letící trosky jim způsobily jen lehké zranění. Poranění muži se následně dostali na povrch a byli převezeni na ambulantní ošetření do nemocnice v Bojnicích. Nikdo z nich nebyl hospitalizován.
V chodbě se nadále nacházely podmínky neslučitelné se životem. Celkem 11 hasičů a 9 horníků podílejících se na hašení požáru zde zahynulo zřejmě přímo po výbuchu nebo se zadusili krátce poté.

## Záchranná akce
Báňští záchranáři se pokoušeli dostat k místu exploze, do sedmé večer se však dostali jen přibližně 200 metrů od centra výbuchu. 
V průběhu následujícího dne našli prvních 6 mrtvých těl. Do poledne dne 12. srpna bylo nalezeno celkem 19 mrtvých. V průběhu následujícího dne našli i tělo posledního nezvěstného.